# Parajulus ectenes
Parajulus ectenes är en mångfotingart som beskrevs av Charles Harvey Bollman 1888. Parajulus ectenes ingår i släktet Parajulus och familjen Parajulidae. Inga underarter finns listade i Catalogue of Life.